# Deniz Undav
Deniz Undav (født 19. juli 1996 i Varel, Tyskland) er en tysk fodboldspiller, der spiller for Bundesliga-klubben VfB Stuttgart og det tyske landshold.

## Klubkarriere

### Brighton & Hove Albion
Den 31. januar 2022 blev Deniz Undav købt af Brighton for 6 millioner pund. Den 24. august 2022 scorede han sit første mål for klubben mod Forest Green Rovers i en EFL Cup-runde.

### VfB Stuttgart
Den 2. august 2023 blev Deniz lejet ud til Bundesliga-klubben VfB Stuttgart.

## Landsholdskarriere
Den 23. marts 2024 debuterede Deniz Undav for det tyske landshold i en venskabskamp mod Frankrig, som endte med et 2-0 tab til Tyskland.